# Цукуриха
Цукуриха — грузо-пассажирская железнодорожная станция Ясиноватской дирекции ДЖД на линии Рутченково — Покровск.
Расположена в пгт Цукурино, Селидовский городской совет, Донецкой области между станциями Роя (16 км) и Селидовка (9 км). От Цукурихи есть ответвление к Кураховке (8 км).
В рамках боевых действий на востоке Украины транспортное сообщение прекращено.